# Savannah Welch
Savannah Rose Welch (* 4. August 1984 in Nashville, Tennessee) ist eine US-amerikanische Schauspielerin, Musikerin und Podcast-Moderatorin.

## Leben und Ausbildung
Welch ist die Tochter des Singer-Songwriters Kevin Welch.
Sie hat einen 2012 geborenen Sohn mit dem Namen Charlie.
Welch besuchte die UT Austin und studierte ein Jahr lang Film, brach dann aber ab, um sich der Filmproduktion und der Schauspielerei zu widmen.
Am 2. November 2016 war Welch mit ihrem Vater und ihrem 4-jährigen Sohn auf einem Bauernmarkt in Wimberley, Texas, als sie von einem Fahrzeug erfasst wurde. Die Ärzte stellten fest, dass die durch den Aufprall erlittenen Verletzungen an ihrem rechten Bein nicht mehr zu reparieren waren und eine Amputation erforderlich wurde.
Nach dem Unfall gab es sowohl in Austin als auch in der Musikszene eine große Welle der Unterstützung. Welchs erster öffentlicher Auftritt war am 28. November 2016 bei der vom Austiner Fotografen Todd Wolfson organisierten Benefizveranstaltung Eye Love Savannah. Am 13. Dezember 2016 fand in Nashville, Tennessee, das Benefizkonzert Stand with Savannah statt, bei dem Savannahs Vater, der Country-Musiker Kevin Welch, mit seiner alten Band Dead Reckoners wieder zusammenkam. Emmylou Harris nahm ebenfalls teil. Am 23. Dezember 2016 fand im Continental Club in Austin während der Legends & Legacies Holiday Show eine Standing Beside Savannah Benefiz-Auktion statt, bei der mehrere Generationen von Familienmitgliedern aus Austin auftraten, darunter Welchs Bruder Dustin und Vater Kevin, James McMurty, John Dee Graham und Charlie Sexton.

## Karriere

### Schauspiel
Ihre erste größere Schauspielrolle hatte Welch 2006 in dem Independent-Film Jumping Off Bridges unter der Regie von Kat Candler. Danach spielte sie in bekannteren Projekten mit, darunter das Drama Boyhood unter der Regie von Richard Linklater. Außerdem hatte sie eine Rolle in The Tree of Life, geschrieben und inszeniert von Terrence Malick. In Song to Song (2017) arbeitete sie erneut mit Malick zusammen.
Im Jahr 2013 trat Welch mit ihrer Band The Trishas in zwei Filmen auf. Für ihre Rolle in Billy Bates spielten The Trishas ihre Begleitband und trugen zum Soundtrack bei. The Trishas traten auch als Band in Mein Nachbar der Weihnachtsmann auf.
2018 spielte Welch in der zweiten Staffel der History Channel-Dramaserie Six die Rolle der Ex-Marine Dawn, die bei einer IED-Explosion ihr Bein verlor. Ihre Figur trifft Alex Caulder (Kyle Schmid), eine der Hauptfiguren des Navy SEAL Teams, während einer Physiotherapie. Während der Dreharbeiten beging Welch den einjährigen Jahrestag ihres Unfalls im wirklichen Leben.
Welch verkörperte Barbara Gordon in der dritten Staffel der HBO-Max-Serie Titans im Jahr 2021.
Im Jahr 2022 spielte sie die wiederkehrende Rolle der Dr. Danica Powell in der sechsten Staffel der ABC-Medizinerserie The Good Doctor.

### Musik
Obwohl sie in einer musikalischen Familie aufgewachsen ist, sang Welch bis zum 2005 erschienenen SIMS Foundation Chip Off the Old Block, einer Benefizveranstaltung der Braun Brothers (Reckless Kelly, Micky & the Motorcars) nicht öffentlich.
Erst auf dem MusicFest 2009 in Steamboat Springs, Colorado, trat sie öffentlich erneut auf. Ein Tributkonzert für ihren Vater, Kevin Welch, brachte sie mit 3 anderen unabhängigen Künstlern zusammen: Liz Foster, Jamie Lin Wilson und Kelley Mickwee. Sie gründeten die Alt-Country-Girlgroup The Trishas.

### Podcast
Welch begann mit der Aufzeichnung ihres lokalen KUT NPR-Podcasts Enough About Music im Cactus Cafe in Austin. Ihr erster Gast war Kevin Russell von Shinyribs. Die einzige Regel bei ihren Gästen ist, über alles zu reden, außer über Musik.

## Filmografie (Auswahl)
- 2006: Jumping Off Bridges
- 2010: The Virginity Hit
- 2011: The Tree of Life
- 2011: Casey Jones (Fanfilm)
- 2013: Mein Nachbar der Weihnachtsmann
- 2013: Billy Bates
- 2014: Boyhood
- 2017: Song to Song
- 2018: The Transcendents
- 2018: Six (Fernsehserie, 1 Folge)
- 2021: Titans (Fernsehserie, 10 Folgen)
- 2022: The Handmaid’s Tale – Der Report der Magd (Fernsehserie, 1 Folge)
- 2022–2023: The Good Doctor (Fernsehserie, 8 Folgen)